# Groupe démocrate au Sénat des États-Unis
 (mai 2025).

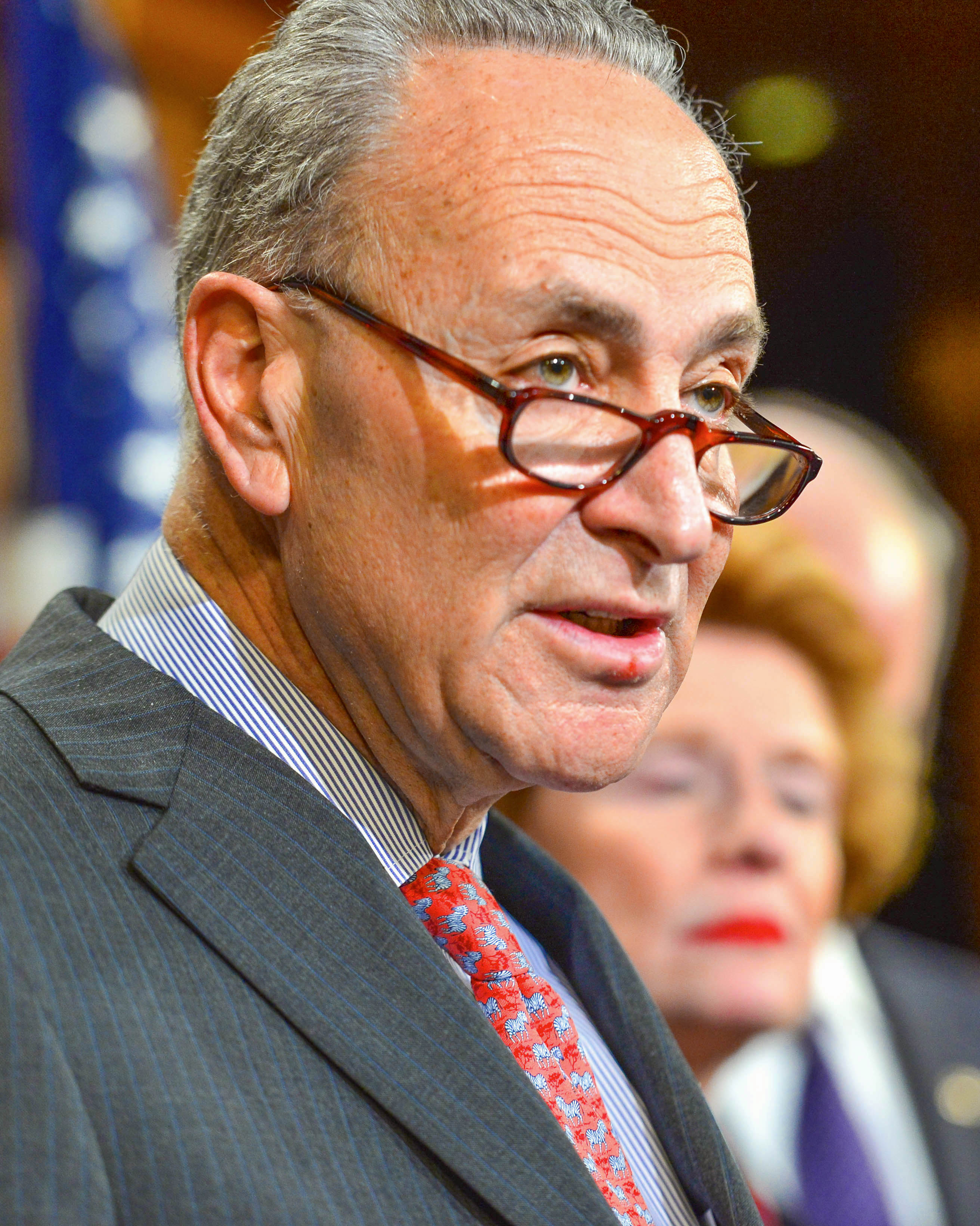
Chuck Schumer, chef des démocrates au Sénat des États-Unis.

Le groupe démocrate (en anglais : Senate Democratic Caucus ou Senate Democratic Conference) au Sénat des États-Unis est composé lors du 119e législature fédérale de 45 élus démocrates et deux indépendants (Angus King et Bernie Sanders), soit de 47 membres (sur 100).
Le groupe, minoritaire, est présidé par Chuck Schumer (État de New York) depuis 2017, succédant à Harry Reid (Nevada). Il est assisté de deux vice-présidents : Mark Warner (Virginie) et Elizabeth Warren (Massachusetts).

## Liste des membres
Le groupe démocrate est actuellement composé des sénateurs suivants :
Arizona
- Ruben Gallego
- Mark Kelly

Californie
- Adam Schiff
- Alex Padilla

Colorado
- Michael Bennet
- John Hickenlooper

Connecticut
- Richard Blumenthal
- Chris Murphy

Delaware
- Lisa Blunt Rochester
- Christopher Coons

Géorgie
- Jon Ossoff
- Raphael Warnock

Hawaï
- Brian Schatz
- Mazie Hirono

Illinois
- Dick Durbin
- Tammy Duckworth

Maine
- Angus King

Maryland
- Angela Alsobrooks
- Chris Van Hollen

Massachusetts
- Elizabeth Warren
- Ed Markey

Michigan
- Elissa Slotkin
- Gary Peters

Minnesota
- Amy Klobuchar
- Tina Smith

Nevada
- Catherine Cortez Masto
- Jacky Rosen

New Hampshire
- Jeanne Shaheen
- Maggie Hassan

New Jersey
- Andy Kim
- Cory Booker

État de New York
- Chuck Schumer
- Kirsten Gillibrand

Nouveau-Mexique
- Martin Heinrich
- Ben Ray Luján

Oregon
- Ron Wyden
- Jeff Merkley

Pennsylvanie
- John Fetterman

Rhode Island
- Jack Reed
- Sheldon Whitehouse

Vermont
- Peter Welch
- Bernie Sanders

Virginie
- Mark Warner
- Tim Kaine

État de Washington
- Patty Murray
- Maria Cantwell

Wisconsin
- Tammy Baldwin

## Liste des présidents du groupe

### Avant 1920
- William A. Wallace (en) (1877-1881)
- George H. Pendleton (1881-1885)
- James B. Beck (en) (1885-1890)
- Arthur P. Gorman (en) (1890-1898)
- David Turpie (en) (1898-1899)
- James Kimbrough Jones (1899-1903)
- Arthur P. Gorman (en) (1903-1906)
- Joseph Clay Stiles Blackburn (en) (1906-1907)
- Charles A. Culberson (en) (1907-1909)
- Hernando D. Money (en) (1909-1911)
- Thomas S. Martin (1911-1913)
- John Worth Kern (1913-1917)
- Thomas S. Martin (1917-1919)